# Равенсторп
Равенсторп, або Рейвенсторп (англ. Ravensthorpe, «Воронячий хутір») — село і парафія у Великій Британії, Англія, графство Нортгемптоншир, волость Західний Нортгемптоншир. Виникло на базі англо-саксонського поселення або поселення вікінгів, про що свідчить «Книга Страшного суду» (1086). Назва походить від англійського перекладу староскандинавського Hrafn (грак, ворон). На території села знайдені рештки кераміки часів римського панування. У XIII столітті у селі була збудована кам'яна церква святого Діонісія, на місці старого дерев'яного храму ХІ ст. Було одним із центрів так званого полювання на відьом у Нортгемптонширі у першій половині XVII століття Населення — 656 (2001).

## У культурі

### Відеоігри
- Assassin's Creed Valhalla